# ثنائي فينيل الميثانول
ثنائي فينيل الميثانول، C6H5)2CHOH) هو كحول ثانوي كتلته الجزيئية النسبية 184.23 جم/مول. نقطة انصهاره ما بين 65 و 67 ° م ونقطة غليانه ما بين 297 و 298 ° م. ويستخدم في صناعة العطور والمستحضرات الصيدلانية.
ثنائي فينيل الميثانول مهيج للعيون، الجلد والجهاز التنفسي.

## تحضيره
يمكن تحضير ثنائي فينيل الميثانول عن طريق تفاعل جرينيارد ما بين بروميد فينيل المغنيسيوم والبنزالدهيد، أو بواسطة اختزال البنزوفينون، مع بورهيدريد الصوديوم أو بواسطة غبار «رماد» الزنك.

## اقرأ أيضاً
- ثنائي فينيل الميثان
- ثلاثي فينيل الميثان